# Serie B 2010-2011 (hockey su pista)
La Serie B 2010-2011 è stato il torneo di terzo livello del campionato italiano di hockey su pista per la stagione 2010-2011. Esso è stato organizzato dalla Lega Nazionale Hockey su mandato della Federazione Italiana Hockey e Pattinaggio.
Al termine del campionato sono stati promossi in Serie A2 il Montecchio P. e l'SPV Viareggio.

## Prima fase

### Girone A

#### Squadre partecipanti
| Club             | Città               | Impianto                       | Stagione precedente |
| ---------------- | ------------------- | ------------------------------ | ------------------- |
| Agrate Brianza   | Agrate Brianza (MB) | Centro Sportivo Santa Caterina |                     |
| Amatori Lodi (B) | Lodi                | PalaCastellotti                |                     |
| Monza e Brianza  | Monza               | PalaRovagnati di Biassono (MB) |                     |
| Roller 3000 (B)  | Novara              | Palasport Dal Lago             |                     |
| Rotellistica 93  | Novara              | Palasport Dal Lago             |                     |
| Seregno (B)      | Seregno (MB)        | PalaPorada                     |                     |

#### Classifica finale
|  | Pos. | Squadra          | Pt | G  | V | N | P | GF | GS | DR  |
|  | ---- | ---------------- | -- | -- | - | - | - | -- | -- | --- |
|  | 1.   | Rotellistica 93  | 27 | 10 | 9 | 0 | 1 | 51 | 25 | +26 |
|  | 2.   | Amatori Lodi (B) | 24 | 10 | 8 | 0 | 2 | 59 | 22 | +37 |
|  | 3.   | Monza e Brianza  | 21 | 10 | 7 | 0 | 3 | 69 | 44 | +25 |
|  | 4.   | Seregno (B)      | 9  | 10 | 3 | 0 | 7 | 36 | 82 | -46 |
|  | 5.   | Agrate Brianza   | 6  | 10 | 2 | 0 | 8 | 34 | 47 | -13 |
|  | 6.   | Roller 3000 (B)  | 3  | 10 | 1 | 0 | 9 | 30 | 59 | -29 |

Legenda:
  Partecipa ai play-off promozione.
Note:
Tre punti a vittoria, uno per il pareggio, zero a sconfitta.

### Girone B

#### Squadre partecipanti
| Club           | Città                  | Impianto                                 | Stagione precedente |
| -------------- | ---------------------- | ---------------------------------------- | ------------------- |
| Correggio (B)  | Correggio (RE)         | Palasport Dorando Pietri                 |                     |
| La Mela        | Montale Rangone (MO)   | Palaroller                               |                     |
| Pico Mirandola | Mirandola (MO)         | Palasport di Mirandola                   |                     |
| Pieve 010      | Pieve San Giacomo (CR) | Palestra comunale di San Daniele Po (CR) |                     |
| Sarzana (B)    | Sarzana (SP)           | Pista Vecchio Mercato                    |                     |
| Roller Suzzara | Suzzara (MN)           | Palaroller                               |                     |

#### Classifica finale
|  | Pos. | Squadra        | Pt | G  | V | N | P | GF | GS | DR  |
|  | ---- | -------------- | -- | -- | - | - | - | -- | -- | --- |
|  | 1.   | La Mela        | 28 | 10 | 9 | 1 | 0 | 87 | 38 | +49 |
|  | 2.   | Sarzana (B)    | 22 | 10 | 7 | 1 | 2 | 68 | 41 | +27 |
|  | 3.   | Roller Suzzara | 13 | 10 | 4 | 1 | 5 | 72 | 83 | -11 |
|  | 4.   | Pieve 010      | 12 | 10 | 4 | 0 | 6 | 52 | 63 | -11 |
|  | 5.   | Correggio (B)  | 9  | 10 | 3 | 0 | 7 | 48 | 69 | -21 |
|  | 6.   | Pico Mirandola | 4  | 10 | 1 | 1 | 8 | 49 | 82 | -33 |

Legenda:
  Partecipa ai play-off promozione.
Note:
Tre punti a vittoria, uno per il pareggio, zero a sconfitta.

### Girone C

#### Squadre partecipanti
| Club                  | Città                      | Impianto                         | Stagione precedente |
| --------------------- | -------------------------- | -------------------------------- | ------------------- |
| Marzotto Valdagno (B) | Valdagno (VI)              | PalaLido                         |                     |
| Montebello            | Montebello Vicentino (VI)  | Palasport di Montebello          |                     |
| Montecchio M.         | Montecchio Maggiore (VI)   | Palasport di Montecchio Maggiore |                     |
| Montecchio P.         | Montecchio Precalcino (VI) | PalaVaccari                      |                     |
| Sandrigo (B)          | Sandrigo (VI)              | Palasport di Sandrigo            |                     |
| Trissino (B)          | Trissino (VI)              | Palasport di Trissino            |                     |

#### Classifica finale
|  | Pos. | Squadra               | Pt | G  | V | N | P | GF | GS | DR  |
|  | ---- | --------------------- | -- | -- | - | - | - | -- | -- | --- |
|  | 1.   | Montecchio P.         | 24 | 10 | 8 | 0 | 2 | 90 | 41 | +49 |
|  | 2.   | Montebello            | 22 | 10 | 7 | 1 | 2 | 71 | 46 | +25 |
|  | 3.   | Sandrigo (B)          | 16 | 10 | 5 | 1 | 4 | 60 | 50 | +10 |
|  | 4.   | Montecchio M.         | 10 | 10 | 3 | 1 | 6 | 47 | 62 | -15 |
|  | 5.   | Trissino (B)          | 10 | 10 | 3 | 1 | 6 | 32 | 54 | -22 |
|  | 6.   | Marzotto Valdagno (B) | 6  | 10 | 2 | 0 | 8 | 42 | 89 | -47 |

Legenda:
  Partecipa ai play-off promozione.
Note:
Tre punti a vittoria, uno per il pareggio, zero a sconfitta.

### Girone D

#### Squadre partecipanti
| Club               | Città                   | Impianto            | Stagione precedente |
| ------------------ | ----------------------- | ------------------- | ------------------- |
| Bassano 54 (B)     | Bassano del Grappa (VI) | PalaSind            |                     |
| Breganze (B)       | Breganze (VI)           | PalaFerrarin        |                     |
| Edera Trieste      | Trieste                 | Palestra Foschiatti |                     |
| Pordenone 2004 (B) | Pordenone               | PalaMarrone         |                     |
| Pordenone          | Pordenone               | PalaMarrone         |                     |
| Roller Bassano (B) | Bassano del Grappa (VI) | PalaSind            |                     |

#### Classifica finale
|  | Pos. | Squadra            | Pt | G  | V | N | P | GF | GS | DR  |
|  | ---- | ------------------ | -- | -- | - | - | - | -- | -- | --- |
|  | 1.   | Bassano 54 (B)     | 28 | 10 | 9 | 1 | 0 | 71 | 33 | +38 |
|  | 2.   | Pordenone 2004 (B) | 18 | 10 | 5 | 3 | 2 | 59 | 46 | +13 |
|  | 3.   | Roller Bassano (B) | 16 | 10 | 4 | 4 | 2 | 53 | 49 | +4  |
|  | 4.   | Pordenone          | 8  | 10 | 2 | 2 | 6 | 53 | 77 | -24 |
|  | 5.   | Breganze (B)       | 7  | 10 | 2 | 1 | 7 | 41 | 62 | -21 |
|  | 6.   | Edera Trieste      | 6  | 10 | 1 | 3 | 7 | 63 | 73 | -10 |

Legenda:
  Partecipa ai play-off promozione.
Note:
Tre punti a vittoria, uno per il pareggio, zero a sconfitta.

### Girone E

#### Squadre partecipanti
| Club                | Città                | Impianto          | Stagione precedente |
| ------------------- | -------------------- | ----------------- | ------------------- |
| ASH Viareggio       | Viareggio (LU)       | PalaBarsacchi     |                     |
| CGC Viareggio (B)   | Viareggio (LU)       | PalaBarsacchi     |                     |
| Follonica (B)       | Follonica (GR)       | Pista Armeni      |                     |
| Forte dei Marmi (B) | Forte dei Marmi (LU) | PalaForte         |                     |
| Siena               | Siena                | Palasport Costone |                     |
| Prato 1954 (B)      | Prato                | PalaConsiag       |                     |
| SPV Viareggio       | Viareggio (LU)       | PalaBarsacchi     |                     |

#### Classifica finale
|  | Pos. | Squadra             | Pt | G  | V  | N | P  | GF  | GS  | DR  |
|  | ---- | ------------------- | -- | -- | -- | - | -- | --- | --- | --- |
|  | 1.   | SPV Viareggio       | 34 | 12 | 11 | 1 | 0  | 109 | 39  | +70 |
|  | 2.   | Follonica (B)       | 27 | 12 | 9  | 0 | 3  | 84  | 57  | +27 |
|  | 3.   | CGC Viareggio (B)   | 21 | 12 | 7  | 0 | 5  | 65  | 63  | +2  |
|  | 4.   | Prato 1954 (B)      | 18 | 12 | 6  | 0 | 6  | 50  | 63  | -13 |
|  | 5.   | Siena               | 15 | 12 | 5  | 0 | 7  | 72  | 79  | -7  |
|  | 6.   | Forte dei Marmi (B) | 8  | 12 | 2  | 2 | 8  | 54  | 74  | -20 |
|  | 7.   | ASH Viareggio       | 1  | 12 | 0  | 1 | 11 | 44  | 103 | -59 |

Legenda:
  Partecipa ai play-off promozione.
Note:
Tre punti a vittoria, uno per il pareggio, zero a sconfitta.

### Girone F

#### Squadre partecipanti
| Club               | Città           | Impianto       | Stagione precedente |
| ------------------ | --------------- | -------------- | ------------------- |
| AFP Giovinazzo (B) | Giovinazzo (BA) | PalaPansini    |                     |
| CRESH Eboli        | Eboli (SA)      | PalaDirceu     |                     |
| Matera (B)         | Matera          | Sportintenda   |                     |
| GSH Molfetta (B)   | Molfetta (BA)   | PalaFiorentini |                     |

#### Classifica finale
|  | Pos. | Squadra            | Pt | G | V | N | P | GF | GS | DR  |
|  | ---- | ------------------ | -- | - | - | - | - | -- | -- | --- |
|  | 1.   | AFP Giovinazzo (B) | 15 | 6 | 5 | 0 | 1 | 69 | 27 | +42 |
|  | 2.   | CRESH Eboli        | 13 | 6 | 4 | 1 | 1 | 53 | 43 | +10 |
|  | 3.   | GSH Molfetta (B)   | 4  | 6 | 1 | 1 | 4 | 36 | 60 | -24 |
|  | 4.   | Matera (B)         | 3  | 6 | 1 | 0 | 5 | 27 | 55 | -28 |

Legenda:
  Partecipa ai play-off promozione.
Note:
Tre punti a vittoria, uno per il pareggio, zero a sconfitta.

## Fase finale

### Girone A

#### Classifica finale
|  | Pos. | Squadra            | Pt | G | V | N | P | GF | GS | DR  |
|  | ---- | ------------------ | -- | - | - | - | - | -- | -- | --- |
|  | 1.   | AFP Giovinazzo (B) | 9  | 3 | 3 | 0 | 0 | 20 | 10 | +10 |
|  | 2.   | Amatori Lodi (B)   | 6  | 3 | 2 | 0 | 1 | 11 | 7  | +4  |
|  | 3.   | Bassano 54 (B)     | 3  | 3 | 1 | 0 | 2 | 17 | 15 | +2  |
|  | 4.   | CGC Viareggio (B)  | 0  | 3 | 0 | 0 | 3 | 9  | 25 | -16 |

Legenda:
Note:
Tre punti a vittoria, uno per il pareggio, zero a sconfitta.

### Girone B

#### Classifica finale
|  | Pos. | Squadra            | Pt | G | V | N | P | GF | GS | DR  |
|  | ---- | ------------------ | -- | - | - | - | - | -- | -- | --- |
|  | 1.   | Montecchio P.      | 15 | 6 | 5 | 0 | 1 | 55 | 27 | +28 |
|  | 2.   | Montebello         | 13 | 6 | 4 | 1 | 1 | 46 | 37 | +9  |
|  | 3.   | La Mela            | 7  | 6 | 2 | 1 | 3 | 40 | 42 | -2  |
|  | 4.   | Pordenone 2004 (B) | 0  | 6 | 0 | 0 | 6 | 35 | 70 | -35 |

Legenda:
      Promosso in Serie A2 2011-2012.
Note:
Tre punti a vittoria, uno per il pareggio, zero a sconfitta.

### Girone C

#### Classifica finale
|  | Pos. | Squadra         | Pt | G | V | N | P | GF | GS | DR  |
|  | ---- | --------------- | -- | - | - | - | - | -- | -- | --- |
|  | 1.   | SPV Viareggio   | 18 | 6 | 6 | 0 | 0 | 44 | 23 | +21 |
|  | 2.   | Follonica (B)   | 12 | 6 | 4 | 0 | 2 | 44 | 30 | +14 |
|  | 3.   | Sarzana (B)     | 6  | 6 | 2 | 0 | 4 | 31 | 27 | +4  |
|  | 4.   | Rotellistica 93 | 0  | 6 | 0 | 0 | 6 | 19 | 58 | -39 |

Legenda:
      Promosso in Serie A2 2011-2012.
Note:
Tre punti a vittoria, uno per il pareggio, zero a sconfitta.

## Verdetti
| Verdetto             | Club                        |
| -------------------- | --------------------------- |
| Promosse in Serie A2 | Montecchio P. SPV Viareggio |